# Шантесе сир Бакон
Шантесе сир Бакон (фр. Champteussé-sur-Baconne) насеље је и општина у западној Француској у региону Лоара, у департману Мен и Лоара која припада префектури Сегре.
По подацима из 2011. године у општини је живело 227 становника, а густина насељености је износила 19,77 становника/km². Општина се простире на површини од 11,48 km². Налази се на средњој надморској висини од 27 метара (максималној 77 m, а минималној 24 m).

## Демографија
| 1962. | 1968. | 1975. | 1982. | 1990. | 1999. | 2011. |
| ----- | ----- | ----- | ----- | ----- | ----- | ----- |
| 210   | 243   | 217   | 181   | 183   | 187   | 227   |

График промене броја становника у току последњих година